# Klampár Tibor
Klampár Tibor (Budapest, 1953. április 30. –) kétszeres világbajnok asztaliteniszező, a sportág ma is aktívan sportoló legendás játékosa, az 1970-es években volt pályája csúcsán. Először alkalmazta az asztalitenisz-ütő borításának verseny előtti friss ragasztását, a „becsörgetést” (amelyet bátyja, Klampár József talált ki), így az átlagosnál nagyobb falsot lehetett a pörgetéseknek adni.

## Élete
1961-ben nyolcévesen kezdte pályafutását, amikor bátyja levitte a Vörös Meteorba. Az akkori edzőnő azonban ügyetlennek tartotta, ezért átment a Postásba, ahol négy hónap után egy-egy meccsre már beírták. Bátyja, József egy modern játék stílusra tanította, amely megelőzte korát és Tibor tehetségének köszönhetően már fiatalon eredményesen versenyzett. 11 évesen serdülő válogatott volt. 13 évesen serdülő Európa-bajnok. 15 évesen a leningrádi ifjúsági Európa-bajnokságon ezüstérmet szerzett, itthon pedig megnyerte a felnőtt magyar bajnokságot. 1971-ben 18 évesen Nagoja az első, ahol Jónyer Istvánnal megnyerte a világbajnokságot férfi párosban.
1975-ben, pályája csúcsán a Magyar Asztalitenisz Szövetség döntése alapján a kalkuttai világbajnokságra nem engedték ki, mivel eltiltás alatt volt.
1979-ben Phenjanban a világbajnokságon csapatban aranyérmet szerzett. 1981-ben Xie Saike-t legyőzve Kuala Lumpurban elnyerte a Világ Kupát, Miskolcon pedig az Európa Top 12-t. 1981-ben az Újvidéken (Novi Sad) rendezett világbajnokságon szerezte utolsó érmét, a csapattal ezüstérmes lett.
35 évesen hatalmas meglepetést okozva a szöuli olimpián 1988-ban negyedik helyet szerzett. Egy évre rá a dortmundi világbajnokságon a negyeddöntőben Waldnertől hatalmas csatában kapott ki.
Túl a negyvenen még tagja volt az Európa-bajnoki ötödik helyezett csapatnak, az pedig páratlan a világ sportjában, hogy még 2012-ben is aktív játékosként az NB II. északkeleti csoportjában a Szerva ASE csapatát erősítette. Ezenkívül edzője az extra ligás Celldömölki VSE csapatának. Klampár Tibor a magyar asztalitenisz aranykorának élő legendája.

## Felszerelése
- ütőfa: Stiga Ehrlich
- tenyeres borítás: Butterfly Tenergy 05 FX Vastagság 2.1 mm
- fonák borítás: Butterfly Tenergy 05 FX Vastagság 2.1 mm

## Eredményei

### Világbajnokságok
- 1971. Nagoja (Japán)  aranyérem férfi párosban Jónyer Istvánnal
- 1973. Szarajevó (Jugoszlávia)  ezüstérem férfi párosban Jónyer Istvánnal
- 1977. Birmingham (Anglia)  bronzérem csapatban
- 1979. Phenjan (Észak-Korea)  ezüstérem férfi párosban Jónyer Istvánnal;  aranyérem csapatban
- 1981. Újvidék (Jugoszlávia)  ezüstérem csapatban

### Olimpia
- 1988. Szöul (Dél-Korea) 4. hely egyéniben

### Európa-bajnokságok
- 1970. Moszkva (Szovjetunió)  bronzérem férfi párosban Jónyer Istvánnal
- 1974. Újvidék (Jugoszlávia)  aranyérem párosban Jónyer Istvánnal;  ezüstérem csapatban
- 1978. Duisburg (NSZK)  ezüstérem vegyes párosban Szabó Gabriellával;  aranyérem csapatban
- 1980. Bern (Svájc)  bronzérem párosban Jónyer Istvánnal
- 1982. Budapest  aranyérem csapatban
- 1988. Párizs  bronzérem csapatban

### Európa TOP-12
- 1972. Zágráb (Jugoszlávia) 6. hely
- 1973. Böblingen (NSZK) 8. hely
- 1974. Trollhättan (Svédország) 4. hely
- 1981. Miskolc  1. hely
- 1986. Södertälje (Svédország) 9. hely
- 1987. Bázel (Svájc) 8. hely

### Világ kupa
- 1980. Hongkong 7. hely
- 1981. Kuala Lumpur (Malajzia)  1. hely
- 1987. Makaó (Kína) 12. hely

### Magyar nemzeti bajnokság
- 1969. 1. hely egyéniben, párosban Tímár Ferenccel
- 1970. 1. hely párosban Jónyer Istvánnal
- 1971. 1. hely párosban Jónyer Istvánnal
- 1972. 1. hely egyéniben, 1. hely párosban Jónyer Istvánnal
- 1973. 1. hely egyéniben, 1. hely párosban Jónyer Istvánnal, 1 hely vegyes párosban Molnár Annával
- 1974. 1. hely párosban Jónyer Istvánnal
- 1975. 1. hely egyéniben, 1. hely párosban Gergely Gáborral, 1. hely vegyes párosban Magos Judittal
- 1976. 1. hely egyéniben, 1. hely párosban Papp Józseffel
- 1977. 1. hely párosban Jónyer Istvánnal, 1. hely vegyes párosban Szabó Gabriellával
- 1978. 1. hely párosban Jónyer Istvánnal, 1. hely vegyes párosban Szabó Gabriellával
- 1979. 1. hely egyéniben, 1. hely párosban Jónyer Istvánnal, 1. hely vegyes párosban Urbán Edittel
- 1980. 1. hely vegyes párosban Magos Judittal
- 1981. 1. hely egyéniben
- 1982. 1. hely egyéniben
- 1983. 1. hely egyéniben, 1. hely párosban Kriston Zsolttal
- 1985. 1. hely egyéniben

### Csapatbajnokság
- 1976. Bp. Spartacus SC 1. hely
- 1977. Bp. Spartacus SC 1. hely
- 1981. Bp. Spartacus SC 1. hely
- 1983. Bp. Spartacus SC 1. hely
- 1985. Bp. Spartacus SC 1. hely
- 1999. Postás-MATÁV SE. 1. hely

## Egyesületei
- 1961. Vörös Meteor
- 1961 – 1976. Postás SE.
- 1976 – 1985. Budapesti Spartacus
- 1985 – 1988. Langenlois
- 1988 – 1998. Wolkersdorf
- 1998 – 1999. Bp. Postás
- 1999 – 2002. Lavamund
- 2002 – 2009. Békési Te.
- 2009 – 2013. Szécsény
- 2013 – ÁNY Biztonsági SK II. (Budapest II. osztály)
- 2014 – Shopsport SE (Budapest II. osztály)

## Díjai, elismerései
- Az év magyar asztaliteniszezője (1969, 1970, 1971, 1976, 1979, 1980, 1981, 1983, 1988)
- Az európai asztalitenisz hírességek csarnokának tagja (2015)[2]
- Budapestért díj (2015)
- MSÚSZ-MOB-életműdíj (2018)[3]
- Prima Primissima díj (2021) (megosztva)[4]